# Norwegische Badminton-Juniorenmeisterschaft
Norwegische Badminton-Juniorenmeisterschaften werden seit 1951 ausgetragen. Die Titelkämpfe der Erwachsenen starteten bereits 1939, die Mannschaftsmeisterschaften 1955.

## Die Juniorenmeister
| Saison | Herreneinzel           | Dameneinzel                | Herrendoppel                                | Damendoppel                                             | Mixed                                           |
| ------ | ---------------------- | -------------------------- | ------------------------------------------- | ------------------------------------------------------- | ----------------------------------------------- |
| 1951   | Per Corneliussen       | nicht ausgetragen          | nicht ausgetragen                           | nicht ausgetragen                                       | nicht ausgetragen                               |
| 1952   | Hans Gustav Myhre      | Randi Holand               | Hans Gustav Myhre Per Corneliussen          | nicht ausgetragen                                       | Hans Sperre Berit Guren                         |
| 1953   | Hans Gustav Myhre      | Randi Holand               | Hans Gustav Myhre Per Corneliussen          | Randi Holand Berit Guren                                | Hans Gustav Myhre Tove Næss                     |
| 1954   | Hans Sperre            | Randi Holand               | Hans Sperre Eirik Anker Iversen             | nicht ausgetragen                                       | Hans Sperre Berit Guren                         |
| 1955   | Hans Sperre            | Ragnhild Holand            | Hans Sperre Svein Goli                      | Ragnhild Holand Astri Holand                            | Hans Sperre Ragnhild Holand                     |
| 1956   | Eyvinn Aarestad        | Ragnhild Holand            | Eyvinn Aarestad Svein Ydstebø               | nicht ausgetragen                                       | Svein Goli Ragnhild Hoiland                     |
| 1957   | Svein Goli             | Bodil Henriksen            | Svein Goli Tor Jacobsen                     | Mette Bech Wenche Røvås                                 | Svein Goli Bodil Henriksen                      |
| 1958   | Svein Goli             | nicht ausgetragen          | Harald Nettli Jan Holtnæs                   | nicht ausgetragen                                       | Harald Nettli Vera Sjølshagen                   |
| 1959   | Ole Jacob Kobbe        | Kari Stenby                | Ole Jacob Kobbe Tor Breien                  | nicht ausgetragen                                       | Harald Nettli Vera Sjølshagen                   |
| 1960   | Harald Nettli          | Kari Stenby                | Harald Nettli Finn Mellbye                  | nicht ausgetragen                                       | Harald Nettli Vera Sjølshagen                   |
| 1961   | Einar Banke            | Else M. Helliesen          | Gjert Smith Alf B. Olsen                    | nicht ausgetragen                                       | nicht ausgetragen                               |
| 1962   | Gjert Smith            | nicht ausgetragen          | Gjert Smith Knut Müller                     | Mette Børresen Mette Wildhagen                          | Jaaberg Hansen Mette Wildhagen                  |
| 1963   | Inge Kaada             | Gerd Holtnæs               | Inge Kaada Jan Aanonsen                     | Jorunn Nataas Anne Meyer                                | Inge Kaada Marit Jensen                         |
| 1964   | Jan Aanonsen           | Elisabeth Eide             | Jostein Kaada Erik Smith                    | Jorunn Nataas Anne Meyer                                | Inge Kaada Jorunn Nataas                        |
| 1965   | Pål Øian               | Elisabeth Eide             | Pål Øian Jan Halvorsen                      | Jorunn Nataas Anne Meyer                                | Rolf Riise Jorunn Nataas                        |
| 1966   | Pål Øian               | Wenche Tønnesen            | Knut Engebretsen Gunnar Dæhlin              | Jorunn Nataas Bjørg Solheim                             | Pål Øian Anne Øian                              |
| 1967   | Knut Engebretsen       | Wenche Tønnesen            | Knut Engebretsen Gunnar Dæhlin              | Wenche Tønnesen Anne M. Sundbø                          | Knut Engebretsen Kari Engebretsen               |
| 1968   | Jan Erik Olsen         | Kari Engebretsen           | Frank Stansland Roald Mæsel                 | Bodil Bugge Mari Vileid                                 | Frank Stausland Wenche Tønnesen                 |
| 1969   | Jan Eftedal            | Kari Histøl                | Knut Abusdal Erik Dahl                      | Kari Histøl Anne Stavsland                              | Erik Dahl Kari Histøl                           |
| 1970   | Jan Eftedal            | Kari Histøl                | Knut Abusdal Rolf Eckhoff                   | Kari Histøl Anne Stavsland                              | Knut Abusdal Kari Histøl                        |
| 1971   | Petter Thoresen        | nicht ausgetragen          | Dag Elvestad Per Skaflem                    | nicht ausgetragen                                       | Dag Elvestad Kjerst Haakonsen                   |
| 1972   | Petter Thoresen        | Kjersti Haakonsen          | Haakon Ringdal Petter Thoresen              | Kjersti Haakonsen Nina Martinsen                        | Hakon Ringdal Nina Martinsen                    |
| 1973   | Petter Thoresen        | Kine Engebretsen           | Haakon Ringdal Petter Thoresen              | Kine Engebretsen Anne Vold-Johansen                     | Knut F. Halvorsen Kine Engebretsen              |
| 1974   | Halvard Gimnes         | Kine Engebretsen           | Knut Johansen Geir Andersen                 | Kine Engebretsen Anne Vold-Johansen                     | Geir Andersen Else Thoresen                     |
| 1975   | Knut Johansen          | Anne Svarstad              | Knut Johansen Geir Andersen                 | Anne Svarstad Else Thoresen                             | Geir Andersen Else Thoresen                     |
| 1976   | Hans Christian Seeberg | Anne Svarstad              | Geir Dahl Jorn Wikdal                       | Anne Svarstad Else Thoresen                             | Nils Gunnar Bøe Else Thoresen                   |
| 1977   | Hans Christian Seeberg | Else Thoresen              | Espen Larsen Bjørn Stenslie                 | Kristin Rasmussen Else Thoresen                         | Hans Christian Seeberg Else Thoresen            |
| 1978   | Tomm Eriksen           | Else Thoresen              | Frode Hauge Oddvar Bøe                      | Kari Johansen Else Thoresen                             | Oddvar Bøe Else Thoresen                        |
| 1979   | Tomm Eriksen           | Else Thoresen              | Odd Carm Tore Kultorp                       | Kari Johansen Else Thoresen                             | Tomm Eriksen Siw Kristensen                     |
| 1980   | Øyvind Berntsen        | Kari Johansen              | Øyvind Berntsen Geir Storvik                | Line Westby Marianne Wikdal                             | Even R. Arnesen Marianne Wikdal                 |
| 1981   | Øyvind Berntsen        | Marianne Wikdal            | Øyvind Berntsen Roar Kaupang                | Line Westby Marianne Wikdal                             | Thore Næss Marianne Wikdal                      |
| 1982   | Per Rose               | Marianne Wikdal            | Bård Storvik Petter Nesset                  | Ellen Berg Gro Storvik                                  | Thore Næss Marianne Wikdal                      |
| 1983   | Per Rose               | Marianne Wikdal            | Erik Lia Thore Næss                         | Ellen Bunes Britt Eriksen                               | Thore Næss Marianne Wikdal                      |
| 1984   | Hans Sperre jr.        | Ellen Berg                 | Hans Sperre jr. Jørn Myrestrand             | Ellen Berg Cathrine Bendixen                            | Thore Næss Ellen Berg                           |
| 1985   | Hans Sperre jr.        | Britt Eriksen              | Hans Sperre jr. Jørn Myrestrand             | Ellen Bunes Britt Eriksen                               | Jørn Myrestrand Trine Leikvold                  |
| 1986   | Hans Sperre jr.        | Therese Pettersen          | Hans Sperre jr. Guttorm Gran                | Tone Gulbrandsen Therese Pettersen                      | Hans Sperre jr. Bente Andersen                  |
| 1987   | Arild Langnes          | Gry Kirsti Solberg         | Trond Wåland Øystein Larsen                 | Tone Gulbrandsen Therese Pettersen                      | Trond Wåland Nina Evensen                       |
| 1988   | John Terjesen          | Tove Hol                   | Richard Jacobsen Mikkel Orheim              | Ellen Bunes Tove Hol                                    | Trond Wåland Monica Lund                        |
| 1989   | John Terjesen          | Jorunn Rasmussen           | John Terjesen Kenneth Halvorsen             | Jorunn Rasmussen Cam Duong                              | John Terjesen Cam Duong                         |
| 1990   | Børge Larsen           | Susan Kaupang              | Børge Larsen Gaute Eie                      | Lilian Olavesen Hilde Parnemann                         | Andreas Bondevik Hilde Parne Mann               |
| 1991   | Thomas Leskovsky       | Sissel Linderoth           | Geute Eie Jim Ronny Andersen                | Sissel Linderoth Lillian Olavesen                       | Gaute Eie Renate Eriksen                        |
| 1992   | Truls Barth Nilsen     | Sissel Linderoth           | Jimmy Maring Thomas Myhre                   | Sissel Linderoth Vibeke Haraldsen                       | Truls Barth Nilsen Vibeke Haraldsen             |
| 1993   | Jim Ronny Andersen     | Nina Haaland               | Egil Pay Lars Sørensen                      | Gunn Hildebrandt Ingunn Østhassel                       | Kristian Larsen Ingunn Østhassel                |
| 1994   | Lars Sørensen          | Monica Halvorsen           | Geir Omdal Lars Sørensen                    | Helene Abusdal Ingunn Østhassel                         | Kristian Larsen Ingunn Østhassel                |
| 1995   | Kristian Larsen        | Monica Halvorsen           | Alexander Gundersen Marius Gundersen        | Monica Halvorsen Therese Engebretsen                    | Kristian Larsen Ingunn Østhassel                |
| 1996   | Jan Rune Kvås          | Monica Halvorsen           | Thomas Andersen Jonas Bugge                 | Monica Halvorsen Charlotte Aase                         | Thomas Andersen Monica Halvorsen                |
| 1997   | Rune Terjesen          | Helene Abusdal             | Jonas Bugge Andre Andersen                  | Tone Lise Nilsen Carina Amundsen                        | Joas Bugge Charlotte Aase                       |
| 1998   | Njal Gundersen         | Kristina Lundeland         | Andre Andersen Henrik B. Johansen           | Julie Langeland Kristina Hjelmeland                     | Njal Gundersen Carina Amundsen                  |
| 1999   | Andre Andersen         | Kristina Lundeland         | Andre Andersen Henrik B. Johansen           | Kristina Lundeland Tone Lise Nilsen                     | Torleif Fomo Sara Blengsli Kværnø               |
| 2000   | Lars Gunnar Abusdal    | Sara Blengsli Kværnø       | Lars Gunnar Abusdal Tommy Eggen             | Sara Blengsli Kværnø Sigrun A. Seem. Holmen             | Lars Gunnar Abusdal Christiane Bønnelykke       |
| 2001   | Steinar Klausen        | Sara Blengsli Kværnø       | Steinar Klausen Kim Ove Grenby              | Christiane Bønnelykke Astrid Bønnelykke                 | Tommy Eggen Christiane Bønnelykke               |
| 2002   | Sigve Hallager         | Christiane Bønnelykke      | Robert Hoeggen Ola Ulmo                     | Christiane Bønnelykke Astrid Bønnelykke                 | Tommy Eggen Christiane Bønnelykke               |
| 2003   | Lorentz How Aarhus     | Frøydis Formo              | Sigve Hallager Vegard Tømmerås              | Solfrid Kruse Rannveig Berg                             | Lorentz How Aarhus Solfrid Kruse                |
| 2004   | Hallstein Oma          | Hanna Blengsli Kværnø      | Hallstein Oma Jostein Straume               | Frøydis Formo Hanna Blengsli Kværnø                     | Sigve Hallager Hanna Blengsli Kværnø            |
| 2005   | Lorentz How Aarhus     | Marit Ulmo                 | Anders Aasheim Ørjan Sivertsen              | Helene Trommestad Marit Ulmo                            | Hallstein Oma Helene Trommestad                 |
| 2006   | Philip How Aarhus      | Caroline Elisabeth Hem     | Anders Aasheim Ørjan R. Rørmoen             | Caroline Elisabeth Hem Marit Ulmo                       | Anders Aasheim Marit Ulmo                       |
| 2007   | Hallstein Oma          | Marthe Sandberg            | Andre Høidebraaten Rune Helle               | Caroline Elisabeth Hem Helene Trommestad                | Hallstein Oma Helene Trommestad                 |
| 2008   | Marius Fartum          | Ida Sandberg               | Marius Fartum Morten Oterhals               | Ida Sandberg Marthe Sandberg                            | Marius Fartum Ingrid Teistung                   |
| 2009   | Marius Fartum          | Mari Helene Bøe            | Jonas Christensen Matz Menkin               | Marthe Sandberg Mari Helene Bøe                         | Marius Fartum Ingrid Teistung                   |
| 2010   | Marius Fartum          | Cathrine Fossmo            | Jonas Christensen Matz Menkin               | Marta Gården Cathrine Fossmo                            | Anders Jevne Cathrine Fossmo                    |
| 2011   | Johannes Arnhoff Hagen | Cathrine Fossmo            | Jonas Christensen Carl Christian Hem        | Marta Gården Cathrine Fossmo                            | Johannes Arnhoff Hagen Cathrine Fossmo          |
| 2012   | Johannes Arnhoff Hagen | Marie Wåland               | Johannes Arnhoff Hagen Magnus Christensen   | Thea Kristina Johansen Randi Selle                      | Fredrik Kristensen Natalie Syver                |
| 2013   | Johannes Arnhoff Hagen | Marie Wåland               | Anders Leirud Fredrik Kristensen            | Thea Kristina Johansen Anne Klyve                       | Fredrik Kristensen Natalie Syvertsen            |
| 2014   | Magnus Christensen     | Vilde Espeseth             | Torstein Moe Magnus Christensen             | Vilde Espeseth Sophie Owen-Davies                       | Anders Leirud Hege Rikheim                      |
| 2015   | Torjus Flåtten         | Vilde Espeseth             | Sturla Flåten Jørgensen Carl Christian Mork | Vilde Espeseth Sophie Owen-Davies                       | Sturla Flåten Jørgensen Solvår Flåten Jørgensen |
| 2016   | Peter Rønn Stensæth    | Vilde Espeseth             | Peter Rønn Stensæth Torjus Flåtten          | Linn Lilian Stenrud Solvår Flåten Jørgensen             | Carl Christian Mork Solvår Flåten Jørgensen     |
| 2017   | Markus Barth           | Emilie Sotnes Hamang       | Mads Marum Tobias Krømke                    | Emilie Faarup Storvik Emilie Sotnes Hamang              | Mads Marum Emilie Sotnes Hamang                 |
| 2018   | Markus Barth           | Vera Botcharova Ellingsen  | Benjamin Nordén Jiawen Shi                  | Sofia Louis Macsali Emilia Petersen Norberg             | Jonas Østhassel Emma Wåland                     |
| 2019   | Markus Barth           | Marie Mørk                 | Andreas Andersen Markus Barth               | Marie Christensen Aimee Hong                            | Markus Barth Aimee Hong                         |
| 2020   | Danilo Gataulin        | Marie Mørk                 | Jonas Østhassel Danilo Gataulin             | Sofia Louis Macsali Emilia Petersen Norberg             | Ludvig Smith-Meyer Emilia Petersen Norberg      |
| 2021   | Danilo Gataulin        | Delia Murtazalieva         | Amund Rikheim Huus Ludvig Smith-Meyer       | Delia Murtazalieva Aimee Hong                           | Amund Rikheim Huus Aimee Hong                   |
| 2022   | Thomas Barth           | Delia Murtazalieva         | Mathias Ji Hing Thomas Grüner Fjeldheim     | Delia Murtazalieva Julie Marie Abusdal Andersen         | Mathias Ji Hing Delia Murtazalieva              |
| 2023   | Thomas Barth           | Katja Botcharova Ellingsen | Mathias Ji Hing Theodor Fjelldal            | Kristine Grande Ødegårdstuen Katja Botcharova Ellingsen | Mathias Ji Hing Delia Murtazalieva              |
| 2024   | Aldrin Nelson          | Katja Botcharova Ellingsen | Mathias Wong Aslak Smith                    | Mina Korssund Linnea Holmedal                           | Filip Bøhn Stine Skjævesland Pedersen           |